# شينغي أونو
شينغي أونو (باليابانية: 小野 信義) (9 أبريل 1974 في طوكيو في اليابان – )؛ هو لاعب كرة قدم ياباني سابق كان يلعب كلاعب وسط.

## وصلات خارجية
- شينغي أونو على موقع رابطة كرة القدم اليابانية للمحترفين (اليابانية)
- شينغي أونو على موقع عالم كرة القدم.نت (الإنجليزية)